# RTL Weer
RTL Weer is het dagelijkse weerbericht van RTL Nederland op de Nederlandse televisiezenders RTL 4 en RTL Z. Het RTL Weer wordt afwisselend gepresenteerd door Martijn Dorrestein, Magdel Erasmus, Marjon de Hond, William Huizinga, Marc de Jong, Nicolien Kroon, Maurice Middendorp of Amara Onwuka.
Elke werkdag wordt er, tussen 06.30 en 09.05 uur, aan het einde van het RTL Ontbijtnieuws een weerbericht uitgezonden. In het verleden werd er naast de weersverwachting ook verkeersinformatie gedeeld aan het einde van het RTL Ontbijtnieuws. Overdag worden er zowel op RTL 4 als op zusterzender RTL Z verschillende weerberichten gepresenteerd. In de avond wordt er een weerbericht uitgezonden na de uitzending van Editie NL rond 18.35 uur. Verder zijn er weerberichten om 19:55 uur, na de reclame na het RTL Nieuws van 19.30 uur en na het late nieuws.
De uitzendingen die overdag plaatsvinden en die van 18.35 uur duren 1-2 minuten. De uitzending van 19.55 uur is de hoofduitzending van de dag. Deze uitzending duurt met 3-4 minuten dan ook het langst en wordt bovendien het meest bekeken. De late uitzending duurt eveneens 3-4 minuten.
Het RTL Weer werkt samen met Buienradar. Daar zijn zowel de weeruitzendingen van de ochtend als de uitzendingen van 18.35 en 19.55 uur (terug) te zien. Het RTL Weer en Buienradar maken beide deel uit van de RTL Nieuws BV.
In maart 2024 werd het energieweerbericht toegevoegd aan de uitzending van 19.55 uur om kijkers bij te praten over de invloed van het weer op de energievoorziening.

## Trivia
- In 2011 presenteerde Marco Borsato eenmalig het weerbericht voor de actie 538 voor War Child.[3]
- Het YouTube-kanaal 'fun' ging in 2015 met weerman Dennis Wilt een uitdaging aan, namelijk het weer presenteren met een handicap.[4]
- Ter ere van het voorjaar trad zangeres Anouk op in het weerbericht van 20 maart 2018 met haar single Lente.[5]
- Reinier van den Berg stopte in januari 2018 als fulltime weerman bij RTL en de regionale omroepen. Hij bleef tot 29 juni 2024 actief als invaller voor het RTL Weer.
- Op 11 april 2019 kreeg Maurice Middendorp tijdens de uitzending van 19:55 uur een black-out.